# 方孔蟲
鎮巴方孔蟲是方孔蟲屬的一個葉足動物，僅發現其礦化的骨板。殼約中等大小，俯瞰輪廓為圓五邊形，骨板穿過以許多同心（指物體的中心都在同一位置）狀排列的大孔洞。 骨板邊緣沒有孔，但不光滑。分佈在中國陝西，時間為早寒武紀。 骨板（sclerites）孔洞的大小為10–35微米。微網蟲屬和方孔蟲的網狀骨片的主要結構與怪誕蟲屬和爪網蟲屬的軀幹骨片相似。而在方孔蟲中，可以看到更厚的節點填住充網狀骨片的孔。Quadratapora tenuiporatum的骨板略凸出，輪廓呈圓形、橢圓形或扇形。孔的排列是易變和不規則的，有時接近四邊形或五邊形。 每個牆壁的連接處都有一個短的柱狀節點。 孔開口朝骨板的內部變窄。鎮巴方孔蟲的骨板長度範圍為 0.5 至 2.0毫米。 表面有直徑7至35μm的圓孔； 它們不規則但均勻地排列，並由短而寬的牆壁隔開。 直徑相對較大或較小的孔可能出現在板的中心區域或沿著板的邊緣。